# Sally Fincher
Sally A. Fincher FRSA (nacida en 1959) es una informática británica y catedrática emérita de Enseñanza de la Informática en la Universidad de Kent, galardonada con el premio Suffrage Science en 2018, el premio SIGCSE a la Contribución Sobresaliente a la Enseñanza de la Informática en 2010 y una Beca Nacional de Enseñanza en 2005.

## Primeros años y educación
Fincher cursó estudios universitarios en la Universidad de Kent, donde estudió Filosofía e Informática. Se trasladó a Estados Unidos para cursar estudios de posgrado, donde obtuvo un máster en Inglés por la Universidad de Georgetown. 

## Investigación y carrera
Fincher dirige el Grupo de Enseñanza de la Informática de la Universidad de Kent, donde ha dirigido proyectos de enseñanza de la informática, entre los que se incluyen la serie «bootstrapping research in Computer Science Education» y el proyecto «UK sharing practice». El objetivo de estos programas era identificar las mejores prácticas en la enseñanza de la informática y difundir esta información entre la comunidad docente.
Más allá de las innovaciones en educación informática, Fincher estudia los patrones y el desarrollo de patrones para la interacción persona-ordenador. Ha creado una biblioteca de patrones para interfaces de usuario de interacción persona-ordenador.

### Premios y honores
Fincher fue galardonada por Ann Blandford por «hacer que la enseñanza de las ciencias de la computación sea inclusiva y eficaz». Fue presidenta del Consejo de Profesores y Jefes de Informática (CPHC) de 2018 a 2020. Otros premios incluyen:
- Premio Mary Kenneth Keller a la docencia universitaria en ciencias de la computación e ingeniería 2003[12][13]
- 2004 Doctor honoris causa de la Universidad Privada Antenor Orrego
- 2005 Recibió una beca nacional de docencia de la Academia de Educación Superior (HEA)
- 2009 Se le otorgó el título de miembro distinguido de la Asociación de Maquinaria Informática
- Contribución destacada a la educación en ciencias de la computación de 2010 del Grupo de interés especial (SIG) sobre educación en ciencias de la computación (SIGCSE) de la Asociación para la Maquinaria Computacional (ACM)[14]
- Premio Sufragio Científico de 2018[15]

### Publicaciones seleccionadas
Entre sus publicaciones  se incluyen:
- Investigación en Educación en Ciencias de la Computación con Marian Petre
- Manual de Cambridge sobre investigación en educación informática con Anthony V. Robins[16]
- Entornos de programación para principiantes[17]
- Trabajo de proyecto de informática :principios y pragmática[18]